# سبخة بازر الصخرة
سبخة بازر هي عبارة عن بحيرة كبيرة من المياه المالحة تقع في الجنوب بلدية بازر سكرة بـ دائرة العلمة الكائنة في ولاية سطيف الجزائرية.

## نبذة عن سبخة بازر
السبخة أوالقلتة، أو سبخة بازر وهناك من يطلقون عليها اسم المنطقة الرطبة، وتعد سبخة بازر سكرة التي يحدها من الشمال مرجة الشطوط ومن الشرق مشتة النواصر، وتبعد عن مدينة العلمة بـ09 كلم من بين المحميات التي تتطلب اهتماما خاصا وبرنامجا مسطرا لعطائها مكانة محلية أولا ووطنية ثانيا، وهي تتربع على مساحة تقدر بـ1150 هكتار وتصب فيها ثلاثة أودية، واد القيطون وجرمان وواد الملاح. هذا الأخير الذي يزود السبخة بالمياه الصناعية وهو الذي يضمن تشبعها أيام فصل الصيف، إضافة إلى مياه شعبة براو وشعبة النواصر. وهذه السبخة تتنوع بغطاء نباتي وحيواني وبالأخص منه الطيور المائية والتي تقدر بحوالي 14 نوع حسب إحصائيات الفلاحة والتنمية الريفية لسنة 2007. وإن أهمية هذه المحمية، يوجب أن لاتبقى دون استغلال عقلاني ورشيد والذي يؤهلها أن تكون قطبا سياحيا ليس في الجزائر فقط بل على الصعيد العالمي أيضا.

## الموقع
- الإحداثيات: 36°02′22″N 5°40′46″E / 36.03944°N 5.67944°E

تقع سبخة بازر في جنوب بلدية بازر سكرة الواقعة بـ دائرة العلمة الكائنة في ولاية سطيف الجزائرية ، على دائرة عرض : 36.0538433 و خط طول : 5.6470148 وعلى إرتفاع 500 متر فوق سطح البحر، تبعد عن ساحل البحر الأبيض المتوسط بحوالي 109 كم والذي يقع شمالها، يحدها من الشمال مرجة الشطوط، وجنوباً الڤلتة وحي الساحل، وشرقاً مشتة النواصر، وغرباً الزعابيب، بالقرب من الغرب منها يمر طريق الزعابيب البلدي، وبالقرب من الجنوب منها يمر الطريق الوطني رقم 75 ، وتبعد عن مدينة العلمة بـ 09 كلم، ومدينة سطيف بـ حوالي 36 كلم.